# Herold G. Kristensen
Herold Gudmund Kristensen (født 22. september 1930 på Askø i Smålandshavet, død 2014) var en dansk kunstmaler og grafiker. Forældre: Landarbejder David Benjamin K. og jordemoder Regina Nathalie Hansen.

## Uddannelse
Herold Kristensen blev født i 1930 på Askø og voksede op i Branderslev på Vestlolland. Han blev nysproglig student fra Nakskov Gymnasium i 1949.
Han læste oprindeligt teologi, men helligede sig maleriet efter at have truffet kunstmaleren Mogens Andersen, som blev hans lærer på Mogens Andersens tegneskole 1953-1956. Sideløbende med maleriet beskæftigede han sig endvidere med grafik. Videre studier i Paris 1967.

## Kunstnerisk ståsted
Hans inspirationskilde var naturen, hvis stemning, farve og lys han gengav i et lyrisk maleri. Det var især ved Isefjord, han hentede sine motiver. Her opholdt han sig i nogle måneder om året for at opleve landskabet: Skovbrynet, havet og grøftekanten i de skiftende årstider. Ofte var det detaljerne og forandringen i naturen han dyrkede, som f.eks dem, han kunne iagttage en diset morgen, når tusindvis af dugdråber på et spindelvæv brydes af solens stråler. Landskaberne gengav han med hurtige penselstrøg inden for en forholdsvis snæver farveskala. I de senere år brugte han ligeledes små genkendelige motiver i de stærkt abstraherede landskaber.

## Udstillinger
Kunstnernes Efterårsudstilling 1957, 1959-1960; Å-Udstillingen 1963; M59 1966-1970; Politikens grafiske særtryk, Kunstindustrimuseet 1976; Cromisterne 1976; Koloristerne 1977; Birte og Erik Veistrups Samling, Tårnby Rådhus 1977; Gallerie Plaisiren, 1978; Kunstnere for fred, Charlottenborg 1983; Nat af bly og aske, Charlottenborg 1984; 10 Danske, Gallerihuset, København 1985.

### Separatudstillinger
Cooling Gallery, London 1963; Galleri Larsen, Århus 1975, 1977; Galleri Soer, Sorø 1976; Henning Larsens Kunsthandel, København 1976; Gallerihuset, København 1981; Den Frie Udstillingsbygning 1957, 1966-1971, 1973-1975, 1982, 1985, 1987, 1990, 1992, 1994; Galleri Birkdam, 1984; Viborg Kunstforening, 1986.

### Værker
Naturfragmenter 1971; Nakkehagebillede 1972-1973; Politikens grafiske særtryk 1974; Norsk Fjord 1981;

### Udsmykninger
Scanticon Kursuscenter, Skåde, Århus Amt (maleri i tre dele, 1968); Århus Akademi (maleri i tre dele, 1970); Det Jyske Musikkonservatorium (tre malerier, 1973); Forbrugerklagenævnet, (otte grafiske blade, 1976).

## Stipendier og udmærkelser
Kay Levison 1960, Statens Kunstfond 1976; Slott-Møller 1981.